# Amstetten, Württemberg
Amstetten är ett kommun (Gemeinde) i Alb-Donau-Kreis, 20 kilometer nordväst om Ulm, i delstaten Baden-Württemberg i Tyskland. Kommunen består av ortsdelarna (tyska Ortsteile) Amstetten, Bräunisheim, Hofstett-Emerbuch, Reutti, Schalkstetten och Stubersheim. Folkmängden uppgår till cirka 4 200 invånare, på en yta av 49,8 kvadratkilometer.
Kommunen ingår i kommunalförbundet Lonsee-Amstetten tillsammans med kommunen Lonsee.

## Befolkningsutveckling
| Befolkningsutvecklingen i Amstetten 1975–2015 | Befolkningsutvecklingen i Amstetten 1975–2015 | Befolkningsutvecklingen i Amstetten 1975–2015 | Befolkningsutvecklingen i Amstetten 1975–2015 | Befolkningsutvecklingen i Amstetten 1975–2015 |
| --------------------------------------------- | --------------------------------------------- | --------------------------------------------- | --------------------------------------------- | --------------------------------------------- |
|                                               |                                               |                                               |                                               |                                               |
| År                                            |                                               |                                               | Folkmängd                                     | Areal (ha)                                    |
| 1975                                          | 1975                                          |                                               | 3 065                                         | 4 979                                         |
| 1980                                          | 1980                                          |                                               | 3 242                                         |                                               |
| 1985                                          | 1985                                          |                                               | 3 364                                         | 4 982                                         |
| 1990                                          | 1990                                          |                                               | 3 562                                         | 4 978                                         |
| 1995                                          | 1995                                          |                                               | 3 952                                         | 4 980                                         |
| 2000                                          | 2000                                          |                                               | 3 943                                         |                                               |
| 2005                                          | 2005                                          |                                               | 3 974                                         |                                               |
| 2010                                          | 2010                                          |                                               | 3 940                                         |                                               |
| 2015                                          | 2015                                          |                                               | 3 978                                         |                                               |
|                                               |                                               |                                               |                                               |                                               |